# Робін Трауер
Робін Леонард Трауер (Robin Leonard Trower; 9 березня 1945, Кетфорд, Велика Британія) — гітарист, композитор, автор текстів, продюсер
Дебютував Трауер як гітарист ритм-енд-блюзового гурту The Paramounts, творчим доробком якої були п'ять синглів, записаних у період 1963—1965 років. Після нетривалої співпраці з тріо The Jam 1967 року гітарист приєднався до Procol Harum, з яким і здобув визнання.
Проте незадоволений симфонічним звучанням Procol Harum, Трауер 1971 року залишив гурт, вирішивши випробувати себе у гострішому репертуарі. З цією метою він створив ефемерну формацію Jude, до складу якої запросив Френкі Міллера (Frankie Miller) — вокал, Джима Д'юера (Jim Dewar) — бас, вокал та колишнього перкусиста Jethro Tull Клайва Банкера (Clive Bunker). Наприкінці 1972 року разом з Д'юером та Регом Айзедором (Reg Isadore) — ударні, Тауер утворив авторське тріо The Robin Trower Band.
Перші альбоми тріо «Twice Removed From Yesterday» та «Bridge Of Sights» пропонували цікаві мелодійні задуми гітариста, однак критики часто вказували лідеру на сліпе копіювання Джимі Хендрікса. Проте ліричні, гітарні партії Трауера у контрасті з жорст ким вокалом Д'юерг сподобались американським любителям музики.
1974 року місце Айзедора зайняв Біл Лорден (Bill Lorden), якого відшукали соул-формації Sly & The Family Stone. Черговий лонгплей «Long Misty Days», записаний з додатковим басистом Расті Олленом (Rusty Allen), виявився продовженням попередніх пошуків Трауера, проте вже альбоми «In City Dreams» та «Caravan To Midnight», записані під керівництвом чорношкірого продюсера Дона Дейвіса, вказали на поворот у бік ритм-енд-блюзу. Обидві платівки антагонізували старих рок-фанів лідера, проте повернення до старої стилістики було розкритиковано за поганий підбір матеріалу.
1980 року Трауер та Лорден разом з відомим басистом Джеком Брюсом утворили формацію BLT, а 1983 року гітарист повернувся до старої назви. Цього разу крім лідера та Д'юера до складу групи ввійшли: Девід Бронз (David Bronze) — бас, а також перкусисти Алан Кларк (Alan Clarke) та Боббі Клаутер (Bobby Clouter). Записаний того ж року лонгплей «Back It Up» виявився холостим пострілом і фірма «Chrysalis» утрималась від подальшої співпраці з гуртом.
1986 року Трауер записав на власні кошти цікавий альбом «Passion», а 1988 року уклав угоду з солідною Фірмою «Atlantic». Записувати черговий альбом «Take What You Need» гітаристу допомагали: Бронз, Дейві Паттісон (Davey Pattison) — вокал та Піт Томпсон (Pete Thompson) — ударні. Наступна пропозиція Трауера — альбом «In The Line Of Fire» — з'явилась 1990 року, а чергова лише через чотири роки.

## Дискографія

### Студійні альбоми
- 1973: Twice Removed From Yesterday
- 1974: Bridge Of Sighs
- 1975: For Earth Below
- 1976: Live
- 1976: Long Misty Days
- 1977: In City Dreams
- 1978: Caravan To Midnight
- 1980: Victim Of Fury
- 1981: B.L.T. (як Bruce, Lordan & Trower)
- 1982: Truce (як Bruce, Lordan & Trower)
- 1983: Back It Up
- 1985: Beyond The Mist
- 1986: Passion
- 1987: Portfilio
- 1988: Take What You Need
- 1990: In The Line Of Fire
- 1991: The Collection
- 1994: Anthology
- 1994: 20th Century Blues
- 1997: Someday Blues
- 2000: Go My Way
- 2004: Living Out of Time
- 2005: Another Days Blues
- 2009: What Lies Beneath
- 2010: The Playful Heart
- 2012: Roots and Branches

### Разом з Procol Harum
- 1967 Procol Harum
- 1968 Shine on Brightly (Trower sings backup on «Wish Me Well»)
- 1969 A Salty Dog (Trower sings lead on «Crucifiction Lane»)
- 1970 Ain't Nothin' to Get Excited About (members of Procol Harum, as Liquorice John Death)
- 1970 Home
- 1971 Broken Barricades
- 1991 The Prodigal Stranger
- 1995 The Long Goodbye[3]

### Разом з Robin Trower Band

#### Альбоми Live
- 1976 Robin Trower Live
- 1985 Beyond the Mist
- 1992 Live in Concert
- 1996 In Concert
- 1996 King Biscuit Flower Hour Presents Robin Trower
- 1999 This Was Now '74-'98
- 2005 Living Out Of Time: Live (Note: Also available on DVD)
- 2008 RT@RO.08
- 2011 Robin Trower at The BBC 1973-1975

#### Компіляції
- 1991 Essential Robin Trower

### Разом з Браяном Феррі
- 1993 Taxi (Браян Феррі)
- 1994 Mamouna (Браян Феррі)
- 2007 Dylanesque (Браян Феррі)

### Разом з Jack Bruce
- 1981 B.L.T.
- 1981 Truce
- 1989 No Stopping Anytime (compilation)
- 2008 Seven Moons
- 2009 Seven Moons Live (live)